# Snelston
Snelston – wieś w Anglii, w hrabstwie Derbyshire, w dystrykcie Derbyshire Dales. Leży 22 km na zachód od miasta Derby i 200 km na północny zachód od Londynu.